# Yamil Asad
Yamil Asad, född 27 juli 1994 i San Antonio de Padua, Argentina, är en professionell fotbollsspelare i Major Soccer League i Förenta staterna. Han spelar sedan 2019 för DC United.